# Ba (Ljig)
Ba (srbsky Ба) je vesnice v západní části Srbska, administrativně spadající pod opštinu Ljig v Kolubarském okruhu. Vesnice se nachází jihozápadně od města Ljigu, v mírně zvlněné krajině a nedaleko hory Suvobor a u pramene řeky Ljig. V roce 2011 zde žilo 477 obyvatel; počet obyvatel setrvale klesá.
Vesnice Ba je známá v srbských dějinách jako místo konání četnického kongresu za druhé světové války, a to v lednu 1944. Teprve až po druhé světové válce sem byla zavedena elektrická energie a telefonní spojení (pevné) roku 1986.
Kromě toho se jižně od ní nachází Bašská jeskyně a kostel svatého proroka Eliáše (pravoslavný).
Z národnostního hlediska je obyvatelstvo v drtivé většině srbské národnosti.